# 燃烧瓶

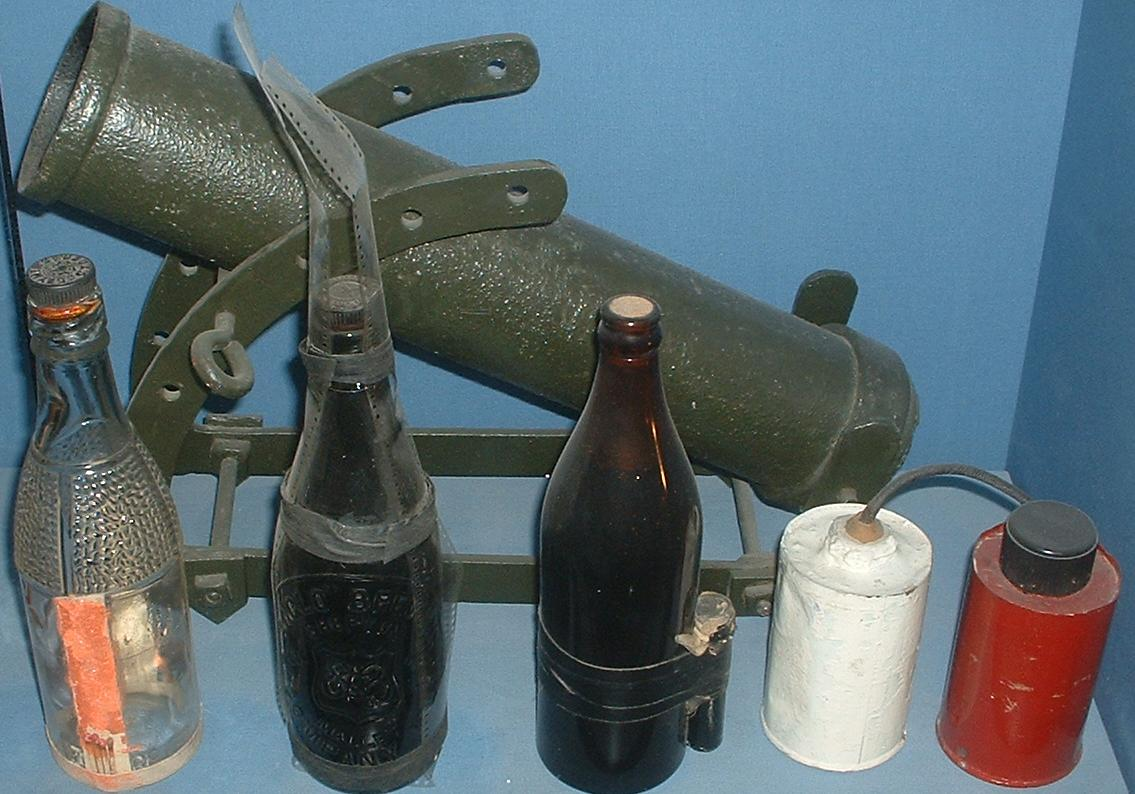

燃烧瓶（俄语：Кокте́йль Мо́лотова，意为“莫洛托夫的鸡尾酒”），又称火焰瓶、燃烧弹、汽油彈，是游击队等非正規部隊，以及街頭抗爭群眾的常用武器，有些罪犯也會以它來縱火。军方亦有采用，不同于制式武器凝固汽油弹。

## 名称和历史

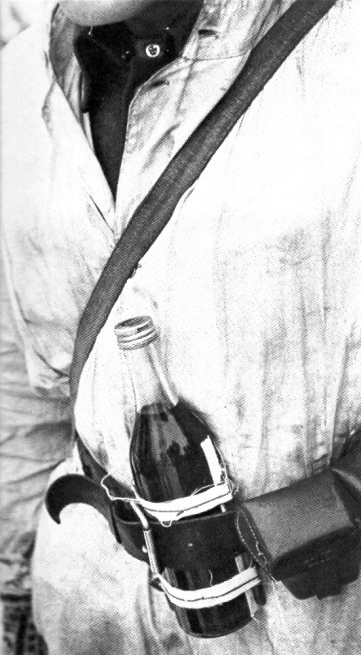
冬季戰爭中芬蘭陆军士兵使用的莫洛托夫雞尾酒

燃烧瓶的外文原名「莫洛托夫鸡尾酒」（Molotov Cocktail），得名自苏联外交人民委員（外交部長）维亚切斯拉夫·米哈伊洛维奇·莫洛托夫。
二次大戰時蘇聯入侵芬蘭爆发苏芬战争，芬蘭士兵無論是参战人數或是裝備水平皆處於下風。在冬季遊擊戰期間，面對紅軍的坦克，由於芬蘭軍戰防炮數量極度不足，因此大量使用發明於西班牙內戰的武器燃烧瓶。以玻璃瓶等容器盛裝汽油、磷、鋁、機油等助燃劑的燃燒瓶，對蘇軍陣地與車輛造成極大損害。
由於战争中，苏联轰炸机曾用燃烧弹轰炸芬兰的城市和平民目标，殺死大量平民，遭到世界各國的強烈譴責。面对国际社会的指责时，苏联外长莫洛托夫宣稱苏联飞机没有向芬兰人民扔下炸弹，而是去貧民區為貧苦的芬蘭人民空投麵包。这一可笑的谎言被当时在轰炸现场的外国使团和新闻记者所揭露，芬蘭軍民便將苏联投下燃烧弹謔称为“莫洛托夫的面包篮”。由於此燃燒瓶多以酒瓶為容器，随后并将他們準備的這種小型的燃烧彈稱為「回敬莫洛托夫的雞尾酒」，用來回敬蘇聯投下的“面包篮”。芬蘭軍方在之後持續的戰事中大量生產燃烧瓶應對蘇聯坦克大軍，以手或掷石器投擲。
而被稱作「雞尾酒」的原因是汽油彈內能夠混合不同物料以應對不同狀況，與雞尾酒混合各式酒品的原理相同。

## 成份
燃燒瓶的主要構造為：玻璃瓶，瓶內裝有半滿的易燃液體，例如煤油、或三分之二的汽油與三分之一的油混合而成的液體或酒精（甲醇或乙醇）；瓶口以軟木塞或塑膠、橡膠、電線膠帶、牛皮膠帶等不透氣塞堵住；瓶口上紮上布塊作引燃。
使用之前把布塊沾透易燃液體，點燃布塊後把瓶拋出。玻璃瓶撞擊目標破裂，易燃液體傾倒在目標之上，被火點著燃燒，可造成一定的阻絕及殺傷能力。
燃燒瓶的原理跟正規軍隊使用的燃燒彈基本相同；兩者都是以汽油混合使汽油變稠的物料。

## 发明与发展

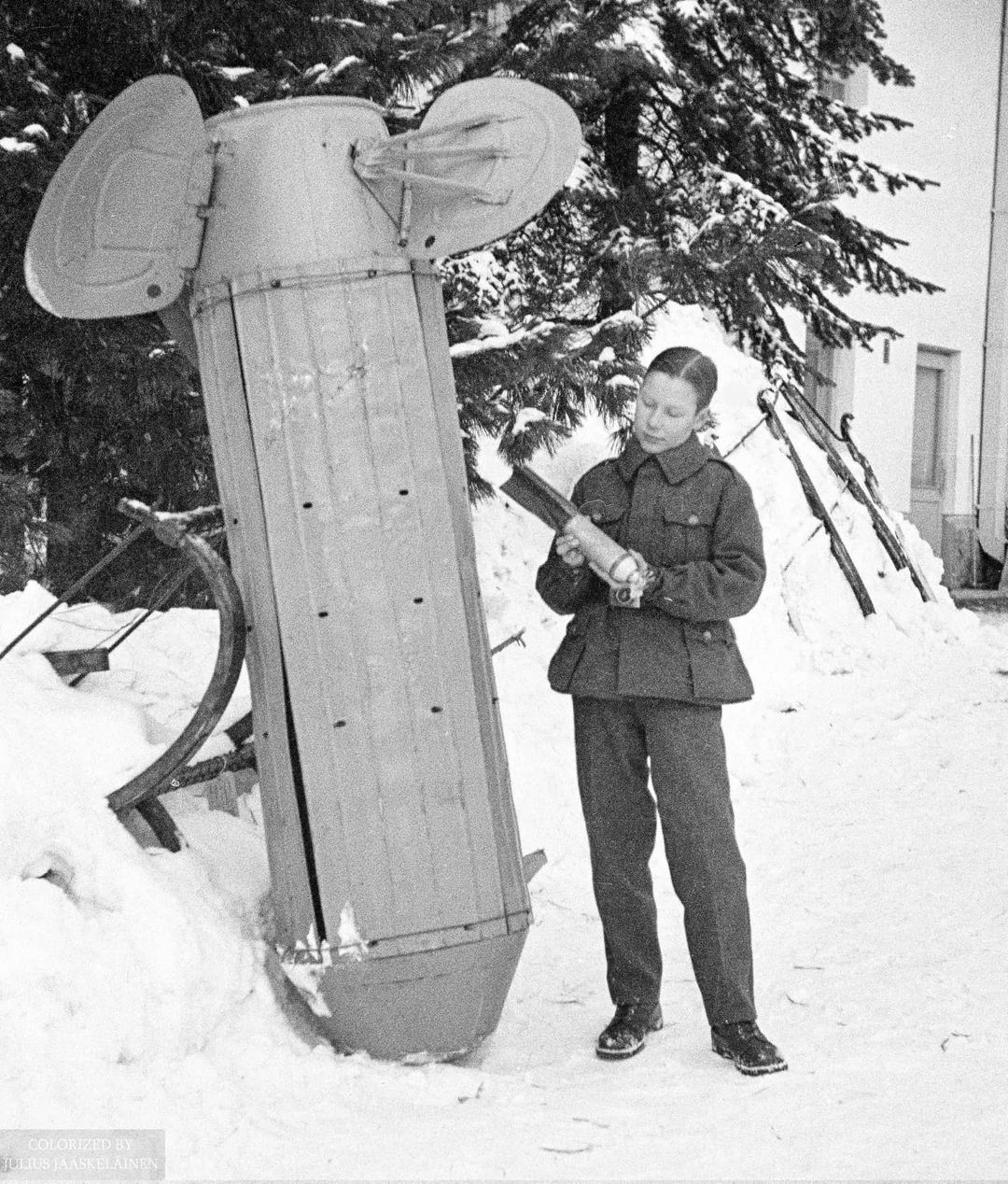
“莫洛托夫的面包篮”，RRAB-3型集束炸彈

燃烧瓶实际上在西班牙内战时期就已出现。当时内战交战双方即使用燃烧瓶获得部分成功。
二次大戰中參戰各方都有使用燃烧瓶作為防守的武器，它對於阻擋輕型坦克特別有效。
坦克車的底部往往是防禦最薄弱的，當燃烧瓶在坦克的尾部燃燒時，可能令坦克的油缸爆炸。部分蘇製坦克設有外挂油箱，很容易被从外面打开后点燃。當游擊隊在近距離以燃烧瓶快速突擊，坦克車的靈活性不足應付，於是陷入被動。這亦是燃烧瓶在當時能成為成功武器的原因之一。
1948年以阿戰爭中的以色列及1956年匈牙利革命中的匈牙利羣眾，都曾成功使用燃烧瓶阻止敵人裝甲兵的前進。
2019年香港的反送中游行當中，亦有示威者向警方投掷汽油彈及其他爆炸品。其中在11月17日香港理工大學衝突當中，警方一架銳武裝甲車被投擲大量汽油彈而起火，事後需要用拖車拖走，目前狀況不明。
2022年俄羅斯入侵烏克蘭當中，俄羅斯軍隊進攻乌克兰首都基輔時，烏克蘭國防部亦在推特上呼籲基輔市民協助製作汽油彈，並用於阻擋俄軍坦克。

## 相关国际法规
《特定常規武器公約》第三議定書第二條：
1. 禁止在任何情況下以平民居民、個別居民或平民目的物作為燃燒武器攻擊的目標。
2. 禁止在任何情況下以空投燃燒武器攻擊位於平民集聚地區內的任何軍事目標。
3. 進一步禁止以空投燃燒武器以外的燃燒武器攻擊位於平民集聚地區內的任何軍事目標， 除非該軍事目標與平民集聚點明顯區分或隔離，並已採取一切可行的預防措施以便使燃燒的效果僅限於軍事目標，同時避免並在任何情況下盡量減少平民生命的意外傷亡和平民目的物的破壞。
4. 禁止以森林或其他種類的植被作為燃燒武器的攻擊目標，但當這種自然環境被用來掩蔽、隱藏或偽裝戰鬥人員或其他軍事目標，或它們本身即軍事目標時，則不在此限。

## 相关法律
在世界大部分的地區，製造及持有燃烧瓶都是違法的。使用燃烧瓶更可能會被控傷人、縱火、誤殺、謀殺等罪名。